# كهف لوس أفيونيس
كهف لوس أفيونيس (بالإسبانية: Cueva de los Aviones)‏ يقع على مستوى سطح البحر بالقرب من قرطاجنة في جنوب شرق إسبانيا، وهو موقع حفريات يعود تاريخه إلى العصر الحجري القديم الأوسط. تشتهر بإنتاجها في عام 2010 عدة حبات صدفية مثقبة ومطلية يعتقد أنها صنعت كمجوهرات من قبل إنسان نياندرتال.